# Sandy Hook (Halbinsel)

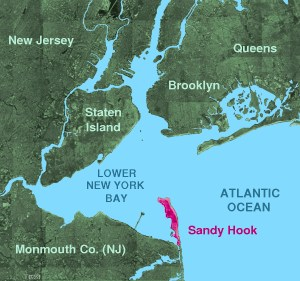
Sandy Hook, Lage im Südwesten der Bucht von New York

Sandy Hook ist eine Barriere-Halbinsel in Middletown, New Jersey. Sie ist etwa 9,7 km lang und zwischen 100 Meter und 1,6 km breit. Sie liegt vor dem Südende des New York Bay. Der größte Teil der Insel gehört dem National Park Service und wird auch von ihm verwaltet.

## Beschreibung

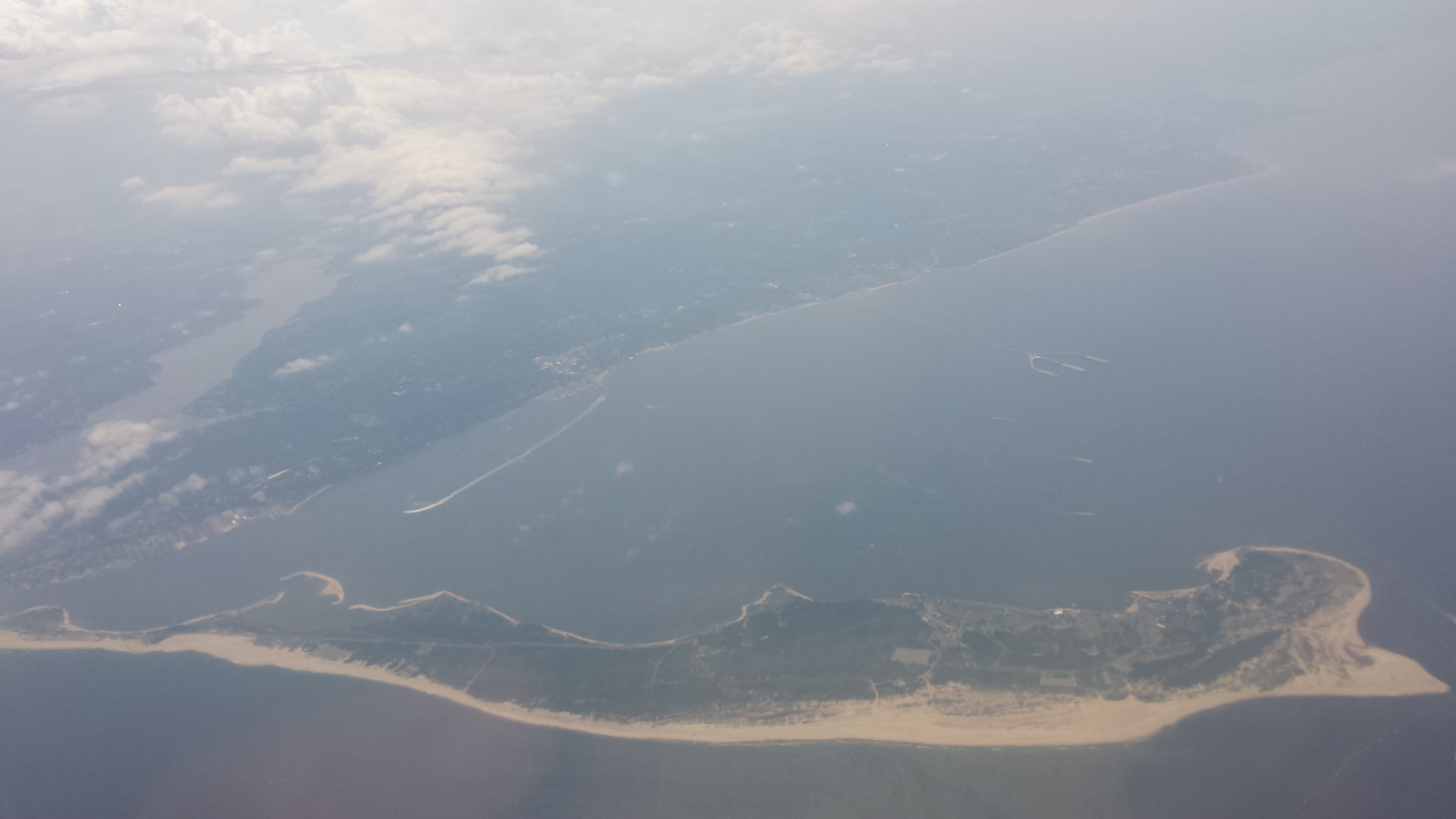
Sandy Hook Richtung Westen aus einem Flugzeug, im Anflug auf den Flughafen JFK

Geologisch ist Sandy Hook eine Barriereinsel an der Küste von New Jersey, abgetrennt vom Festland durch den Ästuar des Shrewsbury River. Auf der Westseite der Insel findet sich die geschützte Sandy Hook Bay. Dies war ein beliebter Ankerplatz für Schiffe, die auf dem Weg in den Hafen von New York waren.
Auf dem Papier gehört Sandy Hook zu Middletown, es gibt allerdings keine Landverbindung zwischen den Ortsteilen, denn dort, wo Sandy Hook ans Festland grenzt, findet sich der Ort Highlands. Zudem hat die politische Zugehörigkeit von Sandy Hook keine Bedeutung, da die Insel vom National Park Service, einer Bundesbehörde, verwaltet wird.

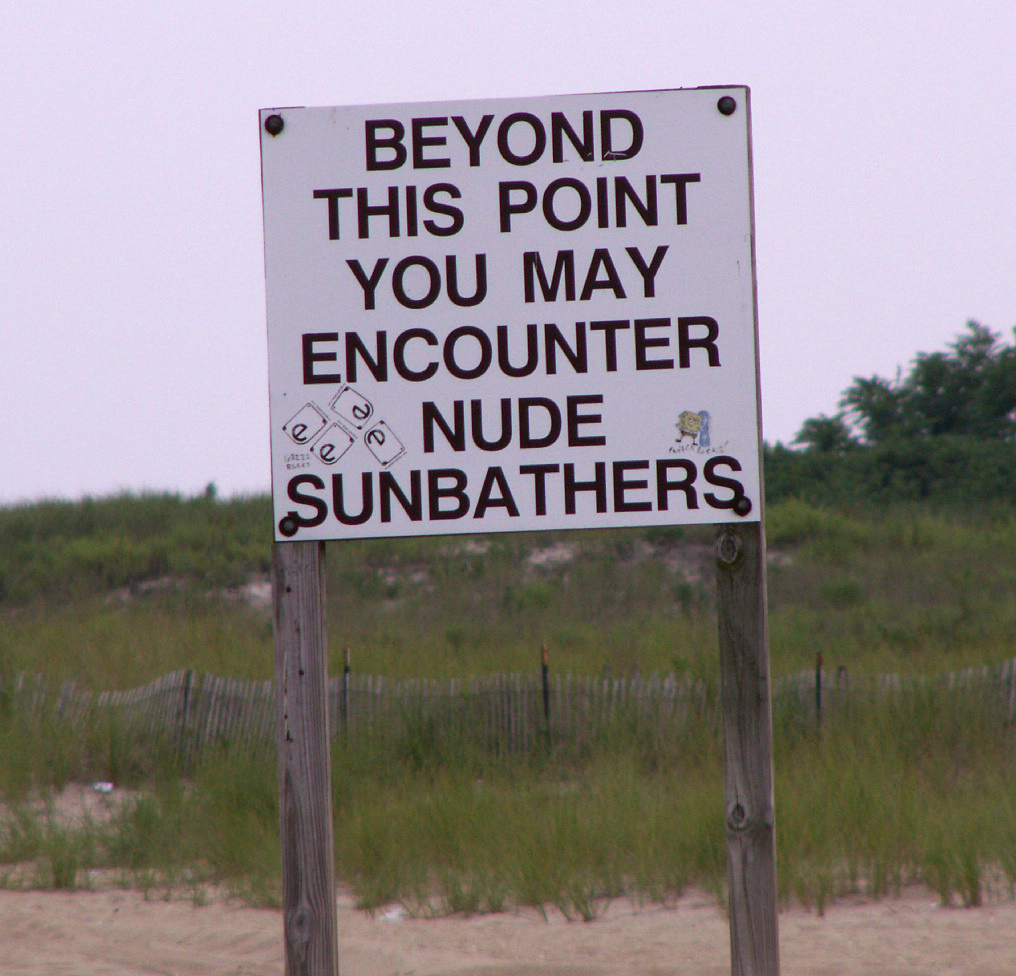
„Hinter diesem Punkt könnten Sie auf nackte Sonnenbader treffen“ – Gunnison Beach ist ein FKK-Strand

Auf der Ostseite der Insel finden sich mehrere öffentliche Strände: North Beach, Gunnison Beach und South Beach. Im südlichen Teil finden sich weitere Strände, Fischereigebiete und eine Gaststätte. Die Strände von South Beach gehören zu den schönsten von New Jersey und sind bei den Bewohnern der naheliegenden Metropole New York sehr beliebt. Im Sommer fahren Fähren die Badegäste über die Bay. Gunnison Beach ist einer der größten „clothing-optional“-Strände an der amerikanischen Ostküste mit einer stark zunehmenden Zahl von Besuchern. Gunnison Beach diente zuvor schon den Soldaten als Badestrand – in Militärbadehosen.
Die Strände im Osten sind mit der entsprechenden Infrastruktur – Parkplätze, Bademeister, Umkleideräume – versehen, dagegen sind die weiten Sanddünen am Westufer praktisch frei von Infrastruktur. Hier vergnügen sich Radfahrer, Kitesurfer sowie Menschen mit ihren Hunden.

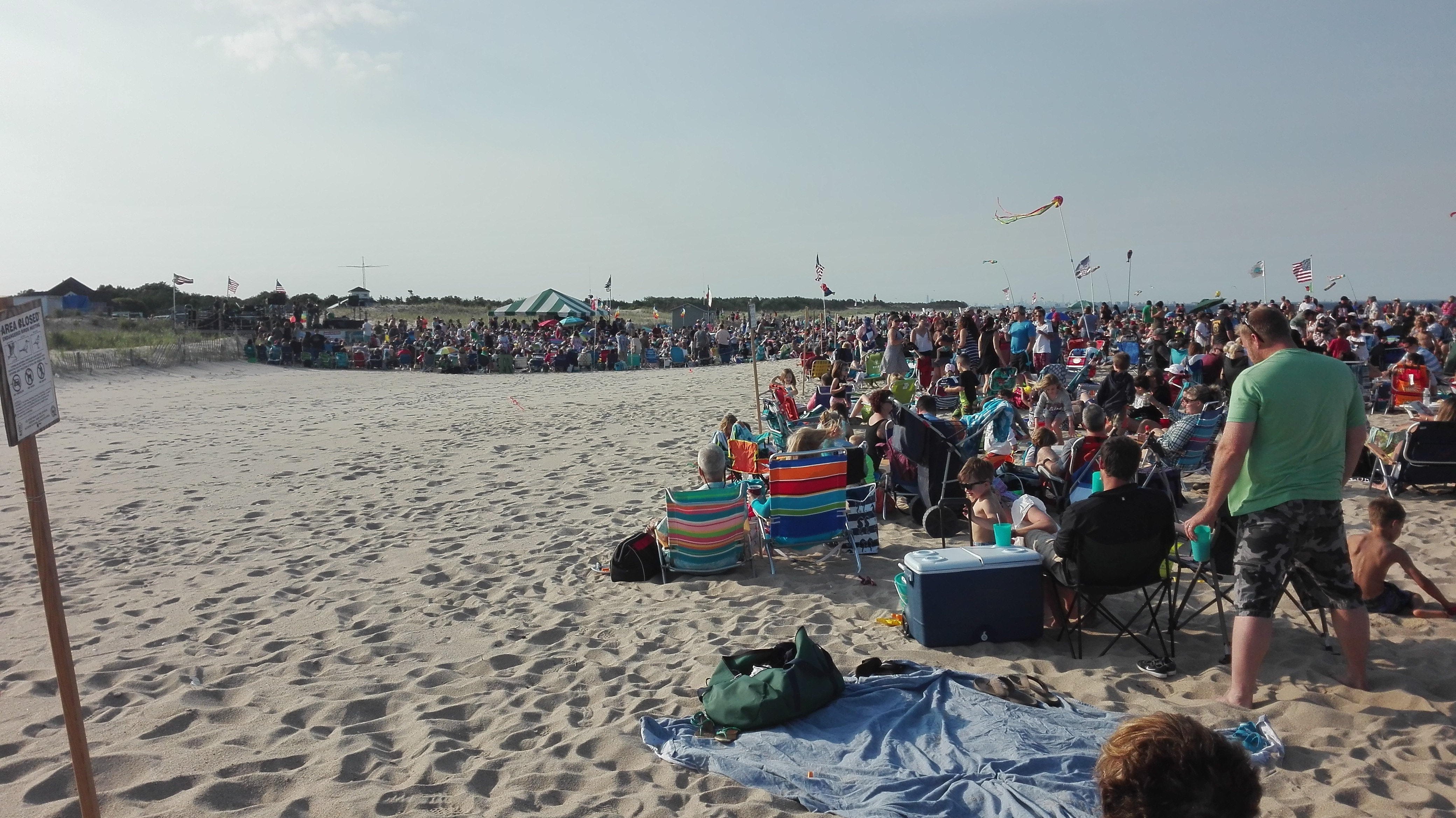
Strandkonzert auf Sandy Hook

Sandy Hook dient auch als beliebte Austragungsstätte für Kulturveranstaltungen.
Unterkünfte gibt es auf Sandy Hook keine, einige Hotelanlagen finden sich aber im südlichen Highlands.

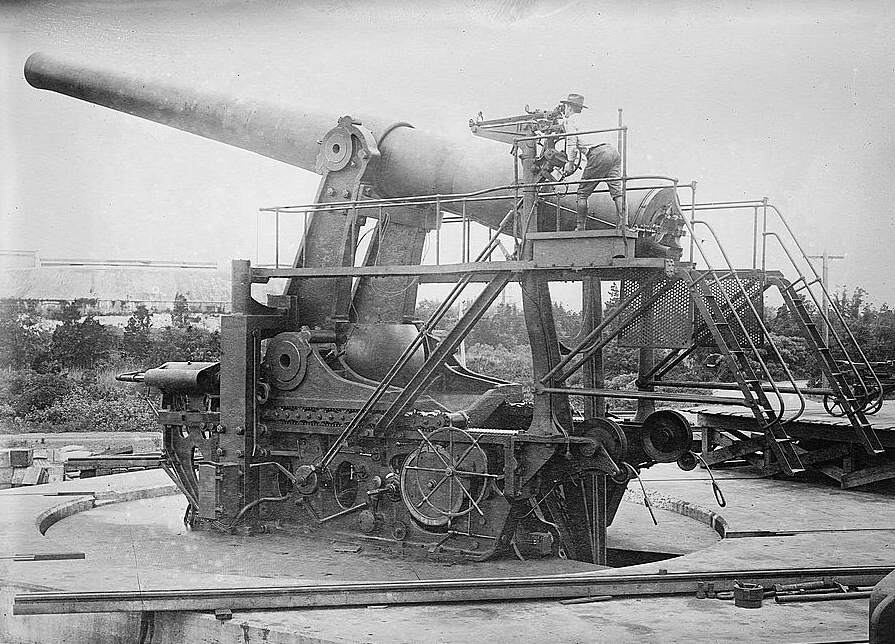
Artilleriekanone auf Sandy Hook

Am Nordende der Halbinsel befindet sich Fort Hancock, ein ausgedientes Fort der US Army. Das militärische Testgelände auf Sandy Hook wurde kurz nach dem Amerikanischen Bürgerkrieg eingerichtet und für Materialtests und Artillerieschießen eingesetzt. 1919 wurden die Tests nach Aberdeen verlegt, weil die Kanonen nun eine zu große Reichweite aufwiesen, um sie hier noch zu testen. Danach war hier eine Nike-Raketenstation beheimatet. Verschiedene der alten Verteidigungsanlagen sind für öffentliche Führungen zugänglich, teilweise ist der Zutritt aber verboten, weil sich die Anlagen in einem zu schlechten Zustand befinden. Die militärischen Anlagen der Insel wurden 1972 ausgemustert.

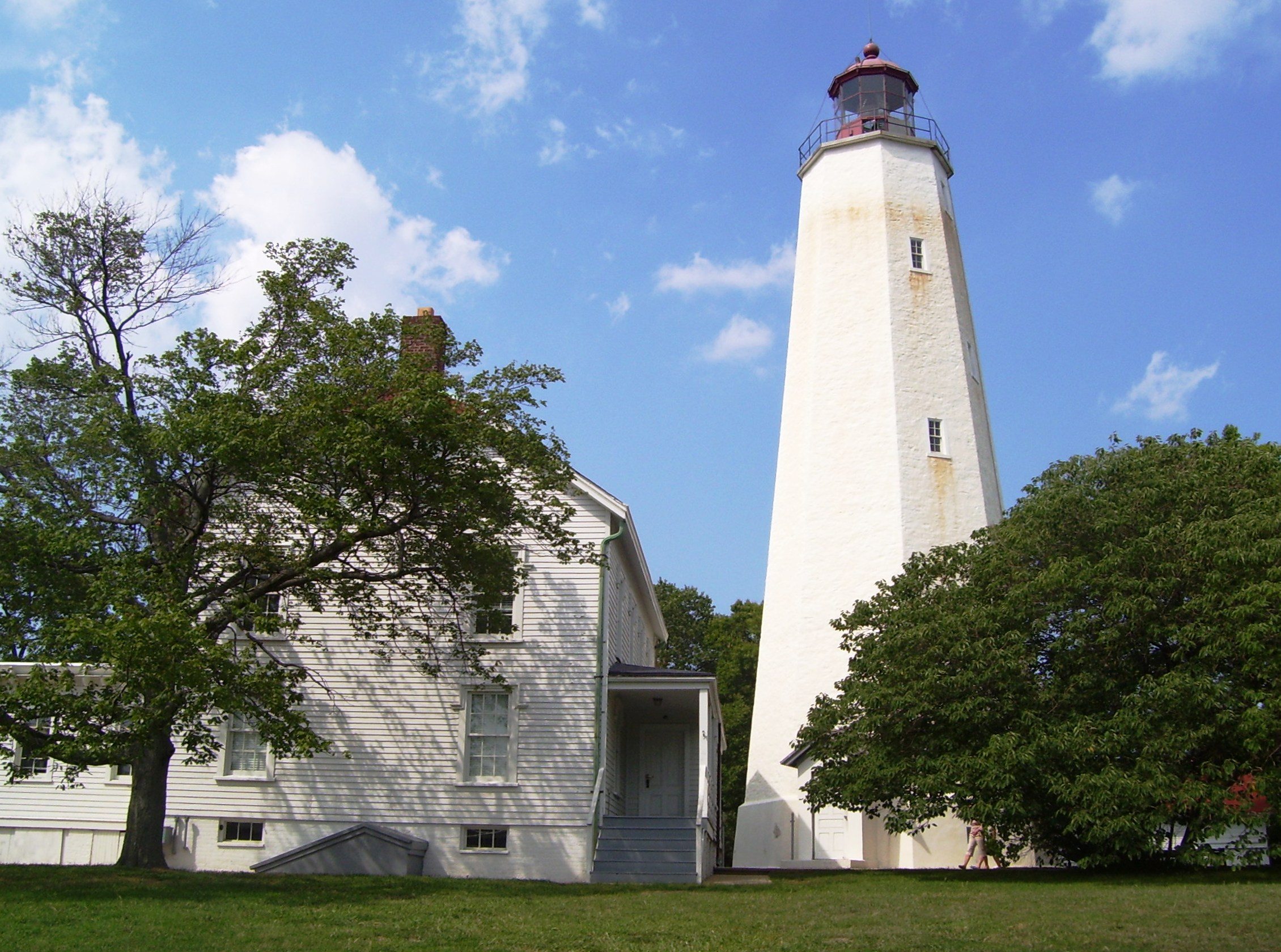
Der Leuchtturm auf Sandy Hook

Der Sandy Hook Leuchtturm befindet sich etwa zweieinhalb Kilometer südlich der Nordspitze der Halbinsel, innerhalb des Areals von Fort Hancock, und ist der älteste noch aktive Leuchtturm der USA. Nördlich des Forts findet sich zudem eine Station des United States Coast Guard. Es ist eine der ältesten Lebensrettungsstationen der USA und wurde 1848 errichtet. Sie wurde mehrmals umgebaut oder verschoben, weil sich das Land veränderte oder weil es das Kriegsministerium, dem das Land gehörte, so wollte.

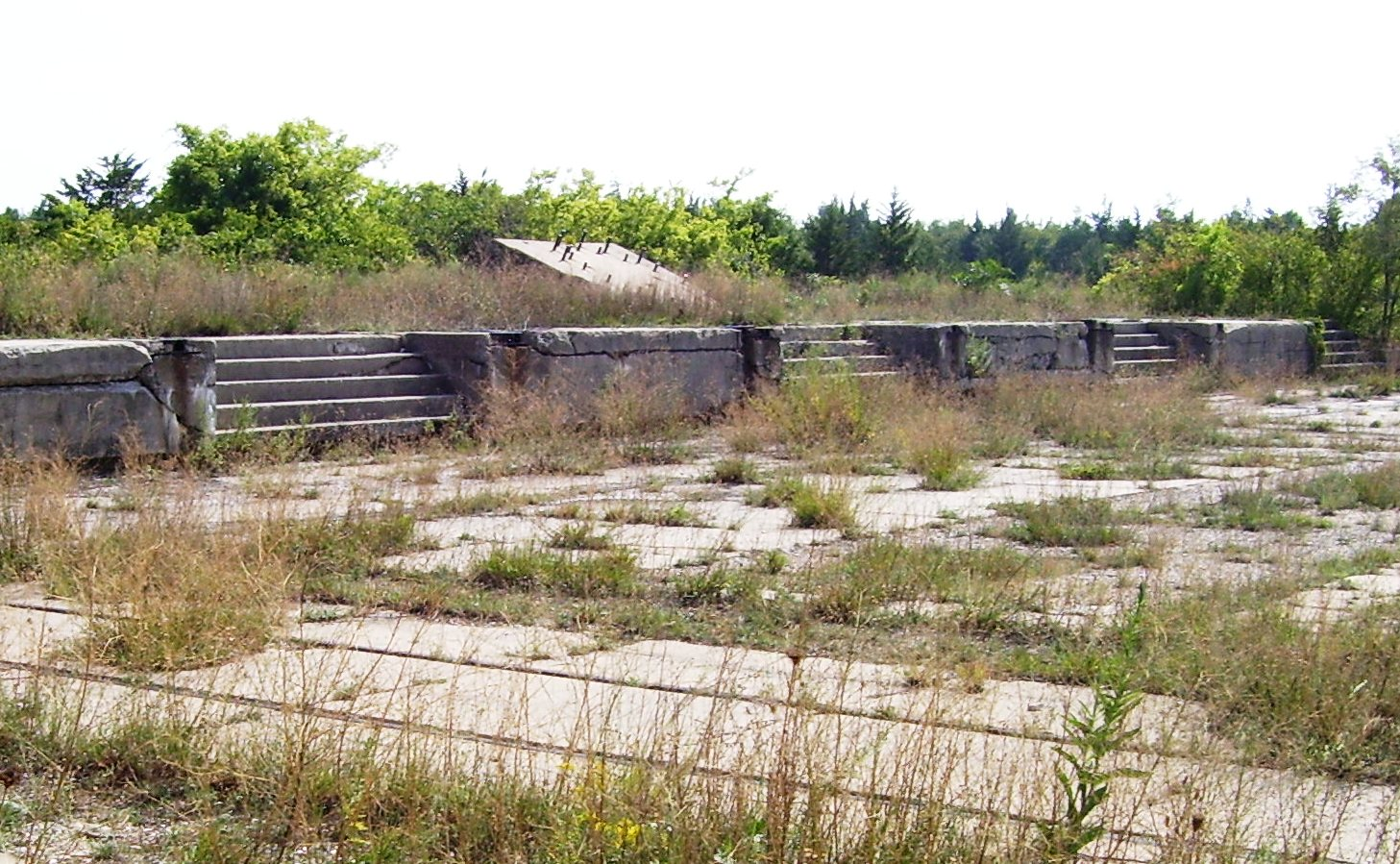
Alte Geschützplattformen auf dem ehemaligen Waffentestgelände

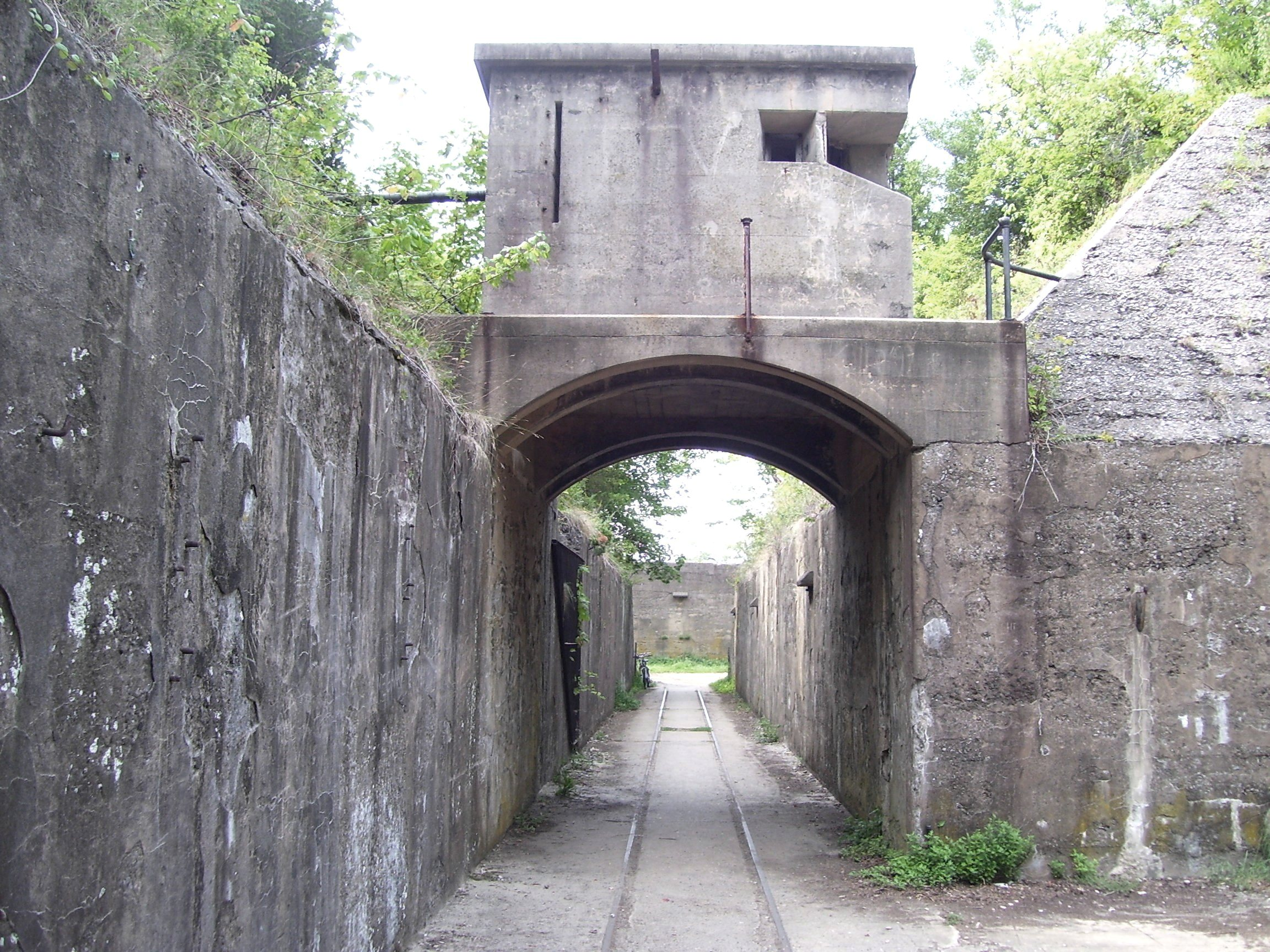
Teil einer alten Mörserbatterie in der Nähe des Leuchtturms von Sandy Hook

## Verkehr
Es gibt nur eine Straße, die von Highlands nach Sandy Hook führt. Daneben existieren aber einige beliebte Wege für Radfahrer. Im Sommer ist die Halbinsel per Fähre von Manhattan aus erreichbar.